# Bratrstvo
Bratrstvo neboli fraternita je společenství nebo organizace, sdružující své členy (zejména muže nebo i lidi obojího pohlaví) na základě vzájemné podpory a důvěry, tedy na základě vztahů podobných sourozenství ve fungující rodině. Podobná organizace určená výhradně pro ženy se označuje jako sesterstvo či sororita. Členové těchto organizací se často navzájem oslovují „bratře“ a „sestro“, i když nejsou pokrevně příbuzní.
Bratrstva měla často zejména svépomocný, edukativní či profesní a politický charakter. Bratrstva mohou často také působit jako zárodky politických stran či specifických případů nátlakových skupin s tím, že účast v nich je spjata s určitým postavením ve společnosti. 

## Historie
Bratrstva existují již od starověku a v dějinách plnila a plní celou řadu funkcí, zejména náboženské, vzdělávací, sociální, ale i ekonomické, politické, vojenské nebo volnočasové. Mohou být veřejná nebo tajná.
Antická bratrstva zahrnovala i tajné společnosti, spojené často s náboženskými mystérii, jako je znal mithraismus ve starém Římě, nebo vydělená zvláštním způsobem života, jako bylo židovské esejské společenství v Kumránu. Starořecké frátrie měly poněkud odlišný charakter tím, že sdružovaly lidi spojené příbuzenstvím, byť vzdáleným.
Křesťanství vytvářelo specifická bratrstva rovněž již od antiky. Vedle pohřebních a špitálních bratrstev, jako byli paraboláni, jsou důležitá zejména společenství poustevníků, z nichž se vyvinuly kláštery a křesťanské mnišství. Zbožná bratrstva hrála důležitou roli v životě Evropy pozdního středověku a raného novověku. Patří sem také utrakvistická literátská bratrstva na českém území. Většina bratrstev však byla římskokatolická. Vrchol rozšíření náboženských bratrstev nastal v době barokní, kdy vznikala jak při klášterech, tak při městských nebo venkovských kostelech, kde mívala vlastní oltář. K nejrozšířenějším tehdy patřila růžencová bratrstva, bratrstva Blažené smrti sv. Josefa, Některá zbožná bratrstva se nazývala sodality (z latinského termínu sdružení) a jejich členové sodálové. Od roku 1563 vznikaly nejstarší mariánské družiny laiků při kolejích řádu jezuitů, ale také například sodalita Nejsvětější Trojice. Mezi léty 1620-1780 bylo v Čechách napočítáno 653 bratrstev.
Cechy řemeslníků v Evropě byly od středověku organizovány na principu křesťanského náboženského sdružení.
Nejstarší univerzity měly rovněž charakter bratrstev. V univerzitních kolejích byli sdruženi učitelé i žáci. V rámci univerzit v řadě zemí dodnes existují studentská sdružení charakteru bratrstev a sesterstev, zejména německé univerzitní studentské spolky (buršáci, Corps) a univerzitní fraternity a sorority v USA.